# Nemoura stratum
Nemoura stratum är en bäcksländeart som beskrevs av Kawai 1966. Nemoura stratum ingår i släktet Nemoura och familjen kryssbäcksländor. Inga underarter finns listade i Catalogue of Life.